# 王春花
王春花（1940年2月28日—2011年12月3日），女，浙江玉环人。中华人民共和国核工业专家、高级工程师，中国工程物理研究院总体工程研究所研究员。1963年8月参加工作，参与了“两弹”（原子弹、氢弹）研制。是台州第一个直接参与研制“两弹”、多次去戈壁滩试验基地进行核试验，并多次去北京钓鱼台和怀仁堂参加授奖大会的人。

## 生平
王春花祖籍在浙江省玉环县芳杜乡芳斗村（今属玉环市清港镇）。1940年2月，父母为避抓壮丁，暂居浙江省温岭县小石桥（今温岭市城南镇小石桥村）。2月28日，生下王春花。王春花的名字是外公起的，“女儿是朵小花，又生于仲春二月”，故取名“春花”。王春花是家中长女，长大后帮助母亲料理家务，照顾弟妹。1960年7月，从玉环县楚门中学（初中部）毕业，进入二机部西安机器制造学校。学习三年后毕业，于1963年8月参加工作，被分配到位于四川北部的中国工程物理研究院总体工程研究所，负责科研项目定型及试验总体工程设计工作，成为直接参与研制两弹的高级工程师，同“两弹元勋”邓稼先在同一办公室工作。多次参加国防科工委及核工业部组织的方案论证与工程协调会议及各种调研工作，五次赴新疆实验基地参加试验，参与研制的科技项目中有八项获部级科研成果奖。隐姓埋名20多年后，其工作情况才被家人所知。
2000年3月退休。2009年，王春花得了一种怪病，参与诊治的专家、教授均无法确定病因。2011年12月3日，王春花在四川绵阳病故。12月6日，其追悼会在绵阳殡仪馆举行，中国工程物理研究院总体工程研究所领导亲临主持，褒扬了王春花的事迹。王春花临终前交代弟弟王根寿：“咱们家的家训能教出好儿郎，千万不能丢，要一代一代地传下去。”

## 获奖
20世纪80年代初，担任中华人民共和国向南太平洋发射导弹某部件设计，提升了该材料在恶劣环境下的承受能力，获核工业部重大科研成果四等奖。在某项目工程结构设计时，研制新型材料，降低功耗、节省经费，获核工业部重大科研成果三等奖。某产品总图设计获国防重大科技成果四等奖。在某工程总体设计中，研制防静电材料，将摩擦产生的上千伏静电压降到220伏的安全指标内，获国防重大科研成果三等奖。某项目总体工程设计获核工业部科研成果四等奖。某重大科研项目试验密封部件设计获核工业部科研成果三等奖。某产品总体工程设计中，采用新结构、新材料，获国防重大科技成果三等奖。
2017年，为纪念中华人民共和国第一颗氢弹爆炸成功50周年，中国工程物理研究院制作“纪念我国第一颗氢弹爆炸成功50周年纪念章”，赠予曾为两弹事业做出贡献的功臣。其子李超替母领取纪念章，送至家乡的玉环市档案馆保存。

## 家庭
王春花所在的芳斗王家，历史可追溯到清乾隆十年（1745年）。是年，王家第一代祖宗思佳公，从福鼎移居玉环港北芳杜庄下旺山，与人合伙围垦出芳杜塘。从此，王家延续近三百年。王春花爷爷辈有6个兄弟姐妹（2男4女），父亲辈有5个兄弟姐妹（2男3女）。王春花父亲王守和，又名王宏梅，2016年4月逝世，101岁。母亲于20世纪90年代离世。作为家中长女，王春花有3个妹妹、一个弟弟。弟弟名王根寿，在家中排行第四，2016年7月时72岁，为退休教师。
王春花丈夫李振林，湖北襄樊人，同样直接参与两弹研制。育有一子，名李超。